# Wolfgang Scheibe (Erziehungswissenschaftler)
Wolfgang Scheibe (* 1906; † 1993) war ein deutscher Erziehungswissenschaftler.
Nachdem er in der Zeit des Nationalsozialismus hauptamtlich in der Reichsleitung des Reichsarbeitsdienstes tätig gewesen war, lehrte er ab 1954 als Dozent und ab 1963 als Professor für Pädagogik an der Pädagogischen Hochschule München bzw. der Ludwig-Maximilians-Universität München. Er veröffentlichte 1969 eine Darstellung der Reformpädagogik, die bis ins 21. Jahrhundert mehrere Auflagen erlebte und als klassisch angesehen wird.

## Leben und Wirken
Scheibe promovierte 1934 bei Herman Nohl und Georg Misch in Göttingen. Er gehörte zu einer Gruppe von Nohl-Schülern, die im Mai 1933 beschlossen, Anschluss an den Nationalsozialismus zu suchen und trat der NSDAP und der SA bei. Von 1935 bis 1945 war er als planmäßiger Reichsarbeitsdienstführer, zuletzt im Rang eines Oberstfeldmeisters, im Erziehungs- und Ausbildungsamt der RAD-Reichsleitung in Berlin-Grunewald tätig.
Nach dem Zweiten Weltkrieg arbeitete Scheibe zunächst als Buchhändler und Lehrer und von 1952 bis 1958 beim Hessischen Lehrerfortbildungswerk in Kassel. Ab 1954 hatte er einen Lehrauftrag für Pädagogik an der Pädagogischen Hochschule der Universität München inne. 1963 wurde er zum Honorarprofessor ernannt. Bis zum Ende seiner Tätigkeit  1977 stieg er bis zum Ordinarius für Pädagogik auf. Von 1955 bis 1972 war Scheibe Schriftleiter und von 1962 bis 1980 Mitherausgeber der Zeitschrift für Pädagogik.
Scheibe legte 1969 erstmals seine Darstellung Die Reformpädagogische Bewegung 1900–1932 vor, die seitdem mehrfach neu aufgelegt wurde. In seiner Systematik und seinen Schwerpunkten schloss Scheibe dabei an die kanonisierte Perspektive der Reformpädagogik als Bewegung an, die Herman Nohl u. a. im Handbuch der Pädagogik 1933 entwickelt hatte. Er ging zwar auch auf die religionspädagogische Reformbewegung, die sozialpädagogische Bewegung und die Schulreformen der Weimarer Republik ein, setzte aber die Ursprungsphase der Reformpädagogik auf 1890 und ihr Ende auf 1932 fest. Mit dieser Periodisierung korrigierte Scheibe stillschweigend Bewertungen, die er 1944 in seinem Abriss der deutschen Erziehungsgeschichte vertreten hatte, als er die nationalsozialistische Pädagogik in unkritisch affirmativer Weise als Vollendung der Reformpädagogik darstellte. Rezensenten wie Rudolf Lassahn und Bruno Schonig kritisierten, dass Scheibe in einer pädagogischen Ideengeschichte stecken bleibe und die Reformpädagogik im Wesentlichen als Komplex von Ideen und Theorien sowie als ein Produkt von Theoretikern darstelle Heinz-Elmar Tenorth konstatierte dagegen 1994, es gebe anscheinend noch immer kein anderes Lehrbuch, das die Fülle des gebotenen Materials mit der Eingängigkeit der Sprache so verbinde wie Scheibes Darstellung.

## Schriften
- Die Krisis der Aufklärung. Studie zum Kampf der Sturm- und Drangbewegung gegen den Rationalismus der Aufklärung des 18. Jahrhunderts. Beltz, 1936, Langensalza [u. a.] 1936.
- Formkräfte der Landschaft. Vowinckel, Heidelberg 1936.
- mit Paul Seipp und Rolf von Gönner: Spaten und Ähre. Das Handbuch der deutschen Jugend im Reichsarbeitsdienst. K. Vowinckel, Heidelberg 1937.
- Aufgabe und Aufbau des Reichsarbeitsdienstes. 1. Auflage. Kohlhammer, Abteilung Schaeffer, Leipzig 1938.
- Abriß der deutschen Erziehungsgeschichte. 1. Auflage. Kohlhammer, Leipzig 1944.
- Johann Gottfried Herder. Holzner, Kitzingen/Main 1952.
- Das Pädagogische Forum. Ein Erfahrungsbericht aus der Arbeit der Volkshochschule Marburg. 1955.
- Schülermitverantwortung. Ihr pädagogischer Sinn und ihre Verwirklichung. Luchterhand, Berlin-Spandau 1959.
- Die Pädagogik im XX. Jahrhundert;. Eine enzyklopädische Darstellung ihrer Grundfragen, geistigen Gehalte und Einrichtungen. E. Klett, Stuttgart 1960.
- mit Theo Dietrich und Job-Günter Klink (Hrsg.): Zur Geschichte der Volksschule. Julius Klinkhardt, Bad Heilbrunn/Obb 1964–1965.
- Studienführer Pädagogische Hochschule München der Universität München. 2. Auflage. Reinhardt, München 1965.
- Erziehung zur Mitverantwortung. Deutscher Parität. Wohlfahrtsverb, Frankfurt, M. 1966.
- Die Strafe als Problem der Erziehung. Eine historische und systematische pädagogische Untersuchung. Beltz, Weinheim 1967.
- Berthold Otto: Gesamtunterricht. Eine Interpretation. Beltz, Weinheim, Berlin, Basel 1969.
- Die Reformpädagogische Bewegung 1900-1932. Eine einführende Darstellung. Beltz, Weinheim 1969.